# Mundabili
Mundabili (ou Mundabli, Mundabi) est un village du Cameroun situé dans la région du Nord-Ouest, le département du Menchum et l'arrondissement de Fungom (commune de Zhoa).

## Population
Lors du recensement de 2005, le village comptait 555 habitants.
On y parle notamment le mundabli, une langue bantoïde méridionale en danger.

## Histoire
En 1995 un conflit territorial sanglant a opposé les habitants de Mundabili et ceux de Koshin.